# Jaiden Animations
Jaiden Dittfach (ur. 27 września 1997) to amerykańska YouTuberka i animatorka, znana z jej kanału Jaiden Animations, na którym publikuje animowane filmy któtkometrażowe, w kórych opowiada o różnych tematach, począwszy od jej prywatnego życia do gier komputerowych. W czerwcu 2025, jej kanał miał 14,5 miliona subsrybentów na serwisie YouTube.

## Kariera
Dittfach założyła kanał na serwisie filmowym YouTube, zatytułowany Jaiden Animations, w lutym 2014, gdy miała 16 lat. Zanim zaczeła publikować własne treści, pracowała jako animatorka dla innych kanałów na portalu, takich jak iHasCupquake. Jej kanał zaczął zdobywać na popularność w latach 2016 i 2017. Dittfach głównie publikuje krótkie filmy animowane w których opowiada historie ze swojego życia. Poruszane treści czasem poruszają tematy takie jak toksyczne związki, lęk, nastrój depresyjny czy ciałopozytywność. Tworzy także nagrania o jej podróżach i grach komputerowych takij jak Pokémon.
W grudniu 2017, animowana postać Jaiden Animations pojawiła się w filmie krótkometrażowym YouTube Rewind: The Shape of 2017. W następnym roku, pojawiła się znowu w jego kontynuacji, YouTube Rewind 2018: Everyone Controls Rewind i zdobyła rozgłos poprzez umieszczenie w swoim segmęncie podobizny krzesła należącego do PewDiePie, wtedy najpopularniejszej osobistości na portalu, który nie został zaproszony do produkcji. We wrzeźniu 2018 była też nominowana do nagrody Streamy Award w kategorii animacji
W marcu 2019, Dittfach wzięła udział w turnamęcie airsoft gun zorganizowanym przez youtubera MrBeast i zasponsorowanym przez Electronic Arts. W wydarzeniu, mającym na celu promowanie gry Apex Legends, wzieło udział 36 sławnych youtuberów. Drużyna Dittfach, do której należeli też TheOdd1sOut i Anthony Padilla, wygrała 100.000 dolarów w jednej z dwóch rund. W grudniu 2020, Jaiden Animation zdobyła nagrodę Streamy Award w kategorii animacji.
W styczniu 2021, Dittfach wzięła udział w internetowym programie rozrywkowo-komediowym YIAY Time: The Game Show, prowadzonym przez Jacka Douglassa, lepiej znanego jako jacksfilms, dla YouTube Premium. Wielokrotnie także brała udział w impowizowanym pokazie rozrywkowym Scribble Showdown, wraz z TheOdd1sOut, Domicsem, RubberRossem, Egoraptorem i Emirichu. Wraz TheOdd1sOut, Jaiden Animation tworzy takzwaną „Grupę Animacji” (Animation Squad), nieformalnie zrzeszającą kilku często ze sobą wspópracujących twórców animacji na serwisię YouTube. Jej kanał jest zarządzany przez Channel Frederator Network
1 czerwca 2021, jej kanał osiągnął 10 milionów subskrybentów. W grudniu roku została też ponownie nominowana do nagrody Streamy Award w kategorii animacji. W 2022, podpisała umowę z agencją telentu Creative Artists Agency. Jej film pod tytułem Being Not Straight, został wyróżniony przez YouTube na liście jego najpopularniejszych filmów 2022 roku, z ponad 17 milionamy odsłon W 2023, Dittfach, wraz z Alpharadem, utworzyła kanał WILD/CARD, dedykowany do zwrócenia uwagi na mniejszych twórców treści z którymi się przyjaźnili. Kolaboracja dotyczyła gsmVoiD, Weegee Plays, Giwi, SunflowerSmith, Captain Kidd, Fyrus i Vulpixie.
W lipcu 2024, Dittfach zwyciężyła w kolejnym turnieju zorganizowanym przez MrBeasta, dla jego filmu 50 YouTubers Fight for $1,000,000 (50 YouTuberów walczy o 1.000.000 dolarów), w którym rywalizowała z 49 innymi youtuberami o 1 milion dolarów. Następnie, zobowiązała się przeznaczyć wygraną na opłacenie szkoły artystycznej dla kilku swoich widzów.

## Życie prywatne
Jaiden Dittfach urodziła się 27 września 1997 i wychowała w Arizonie w Stanach Zjednoczonych. Jest częściowo japońskiego pochodzenia W filmie opublikowanym w 2018, stwierdziła, że przeprowadziła się do Kalifornii W grudniu 2022, wraz z youtuberem Alpharad, zakupiła wile wartą 4,8 miliona dolarów, w Los Angeles, położoną w osiedlu Sherman Oaks W 2025, sprzedała wile w osiedlu Eagle Rock, za 2,6 miliona dolarów.
W 2022, ogłosiła, że identyfikuje się jako osoba aromantyczna i aseksualna. W 2024, także stwierdziła, że została zdiagnozowana z ADHD i autyzmem

## Źródła
1. 1 2 3  Brittany Spurlin, XDefiant to be Featured in YouTube’s World’s Greatest Gaming Tournament [online], ubisoft.com, 1 września 2023 [dostęp 2024-04-22] [zarchiwizowane z adresu 2024-04-22] (ang.).
2. 1 2  Maddy Jennings, Mental Health Panel at VidCon London 2019 [online], teneightymagazine.com, 11 marca 2019 [dostęp 2022-12-26] [zarchiwizowane z adresu 2020-09-18] (ang.).
3. 1 2  Faisal bin Iqbal, Slice of Life Animation [online], thedailystar.net, 26 grudnia 2019 [zarchiwizowane z adresu 2020-09-23] (ang.).
4. 1 2  Ameera Abid, What We Are Watching Today: Jaiden Animations [online], arabnews.com, 13 czerwca 2020 [zarchiwizowane z adresu 2021-03-02] (ang.).
5. ↑  Caroline Deguin, 5 Chaînes YouTube D’animation à ne Surtout Pas Manquer [online], 2 lipca 2019 [zarchiwizowane z adresu 2021-06-24] (fr.).
6. 1 2 3  Deeparghya Dutta Barua, YouTube animation on the rise [online], thedailystar.net, 20 grudnia 2018 [zarchiwizowane z adresu 2019-03-27] (ang.).
7. ↑  Alesya Mo, Así es la segunda generación de animadores que ha llegado para salvar Youtube [online], thewatmag.com, 1 grudnia 2018 [zarchiwizowane z adresu 2021-06-24] (hiszp.).
8. ↑  Parrish Chang, Animation Makes the Dreams Work [online], advocate-online.net, 20 lutego 2020 [zarchiwizowane z adresu 2021-06-24] (ang.).
9. ↑  Matthew Field, ‘Hazbin Hotel’ and YouTube’s animation renaissance [online], goexpress.co.za, 5 grudnia 2019 [zarchiwizowane z adresu 2023-02-19] (ang.).
10. ↑  Russ Frushtick, Adults are finding new (and brutal) ways to enjoy Pokémon [online], vox.com, 22 listopada 2019 [zarchiwizowane z adresu 2021-02-05].
11. ↑  Hard Mode: How a Webcomic Spawned Pokémon’s Most Infamous Challenge [online], egmnow.com [zarchiwizowane z adresu 2021-06-24].
12. ↑  Alexander Cope, Pokémon Sword & Shield: What is a Nuzlocke? [online], imore.com, 24 lutego 2021 [zarchiwizowane z adresu 2021-06-24].
13. ↑  Jack Fennimore, YouTube Rewind 2017: Here’s What People Think of It [online], heavy.com, 6 grudnia 2017.
14. ↑  Stefanie Fogel, YouTube Rewind 2018 Video Features a Lot of ‘Fortnite’ [online], variety.com, 7 grudnia 2018.
15. ↑  Jack Fennimore, YouTube Rewind 2018: Here’s What People Think of It [online], heavy.com, 6 grudnia 2018.
16. ↑  PewDiePie May Not Have Made it to YouTube Rewind 2018 But His Chair Did [online], news18.com, 8 grudnia 2018.
17. ↑  Emina Lukarcanin, David Dobrik Leads 2018 Streamy Awards With 6 Nominations: See the Full List [online], billboard.com, 25 września 2018 [zarchiwizowane z adresu 2018-12-14].
18. ↑  James Hale, MrBeast Drops Video Of Real Life ‘Apex Legends’ Competition Starring 39 YouTubers Competing For $200,000 And Sponsored By EA [online], tubefilter.com, 13 marca 2019.
19. ↑  Alexandra Del Rosario, The 2020 YouTube Streamy Awards Winners List: Charli D’Amelio, Will Smith & Sarah Cooper Among Honorees [online], deadline.com, 13 grudnia 2020 [zarchiwizowane z adresu 2020-12-13].
20. ↑  Geoff Weiss, Jack Douglass Teams With YouTube To Turn Hit ‘YIAY’ Series Into Live Game Show [online], tubefilter.com, 5 stycznia 2021 [zarchiwizowane z adresu 2021-01-09].
21. ↑  Claire Fitzgerald, Scribble Showdown Tour Rescheduled for 2021 [online], teneightymagazine.com, 21 czerwca 2020.
22. ↑  New ‘Can’t Catch Harry’ Card Game from Odd 1s Out Surpasses Quarter Million Dollars as Campaign Enters Final Days on Kickstarter [online], markets.businessinsider.com, 2 listopada 2018.
23. ↑  Frederator Ups Kenneth Ash to Networks Director, Makes Key Hires [online], animationmagazine.net, 13 września 2018.
24. ↑  James Loke Hale, Channel Frederator Network Announces $1 Million Creative Fund To Support Its 3,000+ Members’ Projects [online], tubefilter.com.
25. ↑  Jaiden Animations [online], socialblade.com/.
26. ↑  Jaiden Dittfach, Thanks for 10 mill btw:) And thank you so much to my team, they’ve helped me stay excited & motivated doing videos and I’m the most inspired I’ve ever been, all thanks to them ❤️ Thank you for all the support everyone! [online], x.com, 29 czerwca 2021.
27. ↑  Todd Spangler, YouTube Streamy Awards 2021 Nominations Announced, MrBeast Leads With Seven Nods [online], variety.com.
28. ↑  Sam Gutelle, CAA signs Jaiden Animations (Exclusive) [online], tubefilter.com, 11 listopada 2022 [dostęp 2022-11-14].
29. ↑  Kyle Barr, Google Shows Off the 10 Most-Watched YouTube Vids for 2022 [online], gizmodo.com.
30. ↑  Alpharad and Jaiden play Prop Hunt [online], youtube.com.
31. ↑  JaidenAnimations wins MrBeast’s $1 million YouTube challenge, outlasting Logan Paul and KSI [online], tribune.com.pk, 14 czerwca 2024.
32. ↑  Jaiden Dittfach, Things that Happened While I Grew up [online], youtube.com, 9 września 2018.
33. ↑  Jaiden Dittfach, Things that Happened While I Grew Up [online], youtube.com, 9 września 2018.
34. ↑  YouTuber Roommates Spend Millions on All-New Los Angeles Home [online], knewz.com, 29 grudnia 2022.
35. 1 2  Wendy Bowman, YouTuber Alpharad’s Sleek L.A. Home Lists for $5 Million [online], robbreport.com, 17 kwietnia 2025.
36. ↑  Moen Matt Moen, YouTuber Jaiden Animations Comes Out as Aroace [online], papermag.com, 23 marca 2022 [zarchiwizowane z adresu 2022-03-24].
37. ↑  Taylor Henderson, YouTuber Jaiden Animations Comes Out as Aroace, Here’s What That Means [online], Pride, 21 marca 2022 [zarchiwizowane z adresu 2022-03-25].
38. ↑  Issy van der Velde, Jaiden Animations’ Coming Out Video Perfectly Treads The Line Between Public And Private [online], thegamer.com, 23 marca 2022 [dostęp 2022-03-24].
39. ↑  Jaiden Dittfach, I found out I have ADHD. [online], 1 czerwca 2024.